# Nekropola Vidoštak
Nekropola Vidoštak je nekropola stećaka u istočnoj Hercegovini. Nalazi se u selu Popratima, u zaseoku Vidoštaku, a na području Vojvodine. 
Smješteno je ispod ilirskog grada Ošanića. Iz toponima Vojvodine čini se da je bliža okolina Batnoga u Ošanićima bila pripadala vojvodama iz roda Hrabren-Miloradovića. Nekropola ima osamdesetak stećaka raznih oblika i dekora. Jedna ima ikavski tekst na hrvatskoj ćirilici iz 1231. godine, što svjedoči o ranijoj rasprostranjenosti štokavske ikavice u istočnoj Hercegovini. Natpis glasi Miseca marta 11. prestavi se raba božija Marija, a zovom' Divica, popa Dabiživa podružije, va ljeto 6739 (1231). Zbog datiranja sličnog onom kod pravoslavnih srpski su autori ovo tumačili kao argument da je rečeni svećenik pravoslavan.

## Vanjske poveznice
- Stolac[neaktivna poveznica]